# Cosroes I

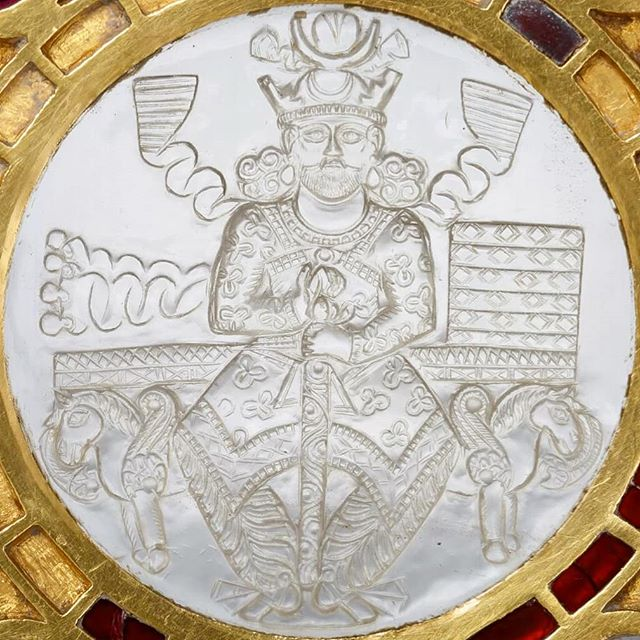
Cosroes I.

Cosroes I o Khosrau I (persa:  انوشروان [Anushiravān]; 501-579) fue uno de los reyes más importantes de la dinastía sasánida del segundo Imperio persa. Fue el artífice de la expansión del imperio hasta el Indo y el mar Rojo, y se enfrentó al Imperio bizantino por el dominio del Oriente Próximo. Sus acometidas fueron tan contundentes que el emperador bizantino Justiniano tuvo que comprar la paz mediante el pago de un tributo de 11 000 piezas de oro. Reorganizó la administración del imperio, que dividió en cuatro distritos. Fue un rey tolerante y acogió a los últimos filósofos paganos de Atenas cuando el emperador cerró la Academia. Reinó durante casi medio siglo, de 531 a 579, cuando lo sucedió Hormizd IV.

## Biografía
Cosroes I (también llamado Kusro I Anosharvan, "Alma inmortal") se hizo famoso por sus reformas en el aparato del gobierno sasánida. En ellas introdujo un sistema racional de impuestos basado en la inspección de las posesiones en tierras (labor iniciada por su padre) y también trató por todos los medios de incrementar los ingresos de su Imperio. 
Los anteriores grandes señores feudales equipaban sus propios ejércitos, a sus seguidores y criados. Cosroes I desarrolló una nueva fuerza de dekhans o "caballeros", pagados y equipados por el gobierno central. Acercó al ejército y a la burocracia hacia el poder central, alejándolos de la influencia de los señores locales.
En 532 llegó a establecer con el emperador del Imperio bizantino Justiniano I una paz perpetua. Durante este intervalo dio acogida a los últimos filósofos paganos de Atenas cuando el emperador Justiniano cerró la Academia, fundada en 387 a. C. por Platón. Más adelante también intercedió para que este los aceptara de nuevo en Grecia.
Esta, sin embargo, se quebró en 540, pues los romanos parecieron demasiado fuertes y Cosroes temió que luego fuera imposible frenarlos. Cosroes encontró pronto la oportunidad de atacar al imperio, ya que este estaba debilitado tras sus conquistas en África, Italia y algunas zonas de la península ibérica.

### Conquista
En el año 540 Cosroes I desató las hostilidades con una devastadora incursión hasta el Mediterráneo, coronada con la breve conquista de Antioquía. La defensa de la ciudad no pudo aguantar el asalto persa a pesar de tener una guarnición de 6.000 hombres, hecho que manifiesta la debilidad de la zona oriental. La pérdida de Antioquía supuso una enorme carga simbólica.
Las zonas de Armenia y el Cáucaso también fueron objetivos del monarca persa, siendo Constantinopla traicionada por el rey de Lazica. El general Belisario fue llamado inmediatamente y su presencia en el frente norte frenó la acometida persa en la zona.
Pero fue, sin lugar a dudas, un elemento no bélico el que obligó a Persia a replantear su ofensiva, la peste que asolaba su reino en el año 545. Debido a este hecho se vio forzado a firmar una tregua de cinco años, renovada en 551 y en 557, forzada por el desgaste de ambas partes. Finalmente, se firmó la paz en 561. Constantinopla se comprometió a pagar un fuerte tributo y a no enviar penetraciones cristianas más allá del Cáucaso.

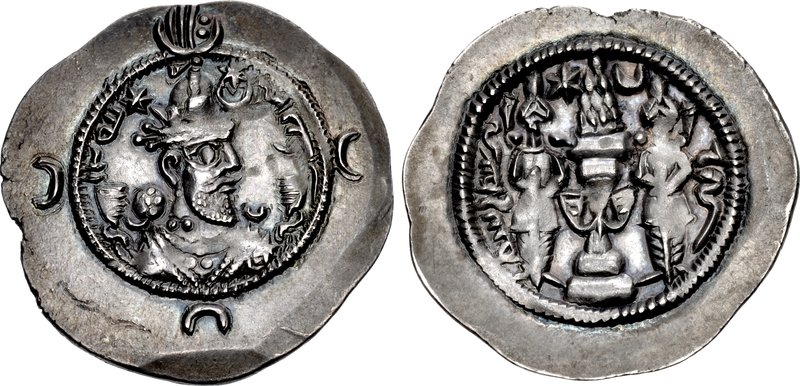
Moneda de Cosroes I.

Un año antes, el gobernador sasánida de Armenia, de la familia Suren, había construido un templo consagrado al fuego en Dvin, cerca de la moderna Ereván, matando además a un influyente miembro de la familia Mamikonia, lo que provocó una revuelta que condujo a la masacre del gobernador persa y toda su guardia en 571.
Por aquel entonces, en 565 el emperador Justiniano había muerto y le había sucedido en el trono Justino II, que se aprovechó de la revuelta en Armenia para terminar con los pagos anuales a Cosroes I por la defensa de los pasos del Cáucaso. Los armenios fueron recibidos como aliados y se envió un ejército al territorio persa que asedió Nísibis en 572. Sin embargo, las discrepancias entre los generales bizantinos no sólo llevó al abandono del asedio, sino que además el ejército bizantino fue asediado a su vez en la ciudad de Dara, que finalmente fue tomada por los persas.
Posteriormente el ejército persa saqueó Siria, provocando una nueva petición de paz por parte de Justino II. La rebelión armenia terminó con una amnistía general otorgada por Cosroes I, que devolvió Armenia al control sasánida.
Sobre 570, Ma al-Karib, hermanastro del rey de Yemen, pidió a Cosroes I que actuara en su país contra la intervención del reino cristiano de Etiopía, por lo que Cosroes I envió una flota y un pequeño ejército bajo el mando de un comandante llamado Vahriz a las cercanías de la actual Adén, que marchó contra la capital del país, Saná, la cual ocuparon. Saif, hijo de Mard-Karib, que había acompañado a la expedición, se convirtió en rey entre 575 y 577. Además, los sasánidas establecieron una base en el sur de Arabia para controlar el comercio marítimo con el este.
Posteriormente, los reinos del sur de Arabia renunciaron al vasallaje que les ataba con los sasánidas, y hubo de enviarse una nueva expedición persa en 598 que consiguió anexionarse el sur de Arabia como otra provincia del Imperio. Estas provincias se conservaron hasta la problemática época que siguió a la muerte de Cosroes II.
Durante su reinado Cosroes dividió el ejército en 4 unidades independientes al mando cada una de un spahbad, de este modo se mejoraba la defensa fronteriza al descentralizarla y, al dividir el ejército, ningún general tendría fuerzas suficientes como para rebelarse, ya que además los ejércitos dependían enteramente del rey. Las cuatro unidades eran:
- La del Norte en el Cáucaso debía detener las constantes incursiones de los pueblos sármatas.
- La del Oeste en Mesopotamia debía de hacer frente a los bizantinos.
- La del Este, la más importante, para hacer frente a los heftalitas.
- La del Sur en el Golfo Pérsico tenía por misión controlar la comunicación con Arabia y Yemen.[4]

## Construcciones
El reinado de Cosroes contempló el auge de los dighans (literalmente, "señores de las villas"), la pequeña nobleza terrateniente, que constituyeron el esqueleto de lo que luego se convirtió en la administración provincial sasánida y el sistema de recaudación de impuestos. Cosroes I fue un gran constructor que embelleció su capital, fundando nuevos barrios y construyendo nuevos edificios.
Reconstruyó los canales y repuso las granjas destruidas en las guerras. También levantó poderosas fortificaciones en los pasos y emplazó a ciertas tribus en pueblos cuidadosamente seleccionados de las fronteras para que hicieran de guardianes contra posibles invasiones.

## Religión
Fue un monarca tolerante con todas las religiones, a pesar de decretar la oficialidad del zoroastrismo para todo el país. Tampoco pareció molestarse cuando uno de sus hijos se convirtió al cristianismo.
Cuando Justiniano I de Bizancio cierra en 529 la Academia de Atenas, último centro del paganismo del Imperio bizantino, Cosroes acoge a las últimos siete maestros del neoplatonismo. Allí se encontraron con que el reino de Cosroes no correspondía a su ideal platónico y obtuvieron permiso para volver a casa sin ningún perjuicio, después del Tratado entre Cosroes y Justiniano. 
| Predecesor: Kavadh I | Rey de Persia 531-579 | Sucesor: Ormuz IV |